# Fikri Işık

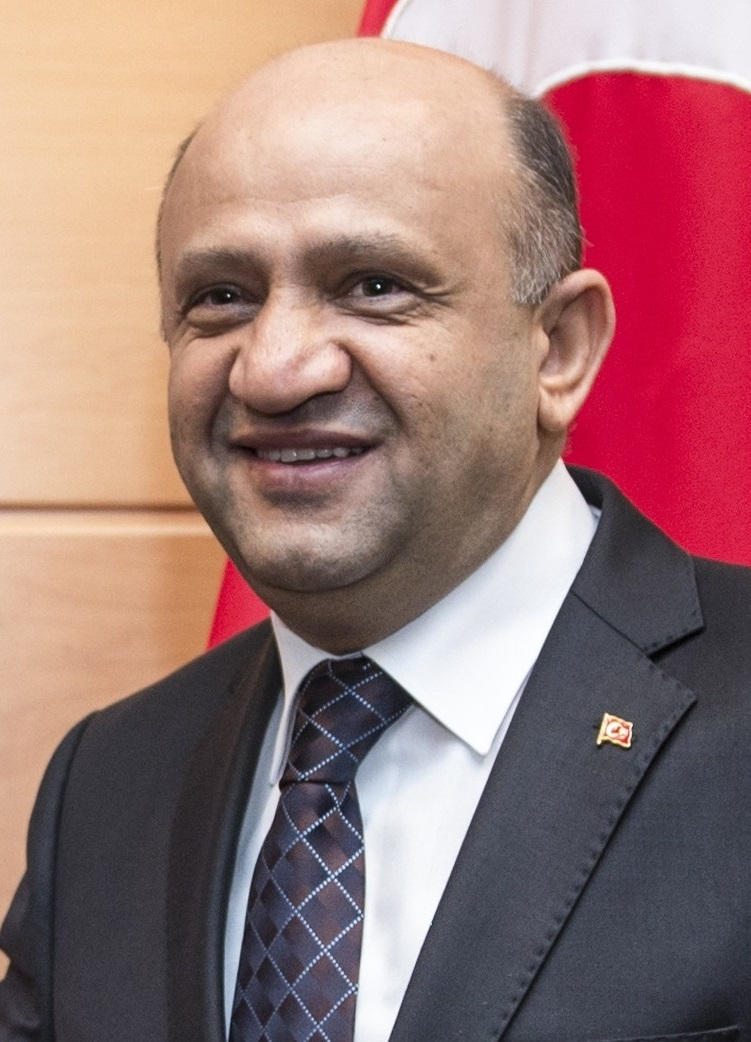
Fikri Işık (2016)

Fikri Işık (* 13. September 1965 in Gümüşhane) ist ein türkischer Politiker der Adalet ve Kalkınma Partisi (AKP). Seit der Kabinettsumbildung vom 19. Juli 2017 diente er als stellvertretender Ministerpräsident von Binali Yıldırım. Zuvor war er als Verteidigungsminister der Türkei tätig.

## Leben
Işık wurde im Dorf Babacan in der Provinz Gümüşhane geboren. Er studierte Lehramt an der Technischen Universität des Nahen Ostens für das Fach Mathematik und unterrichtete anschließend in den Städten İzmit und Istanbul Englisch und Mathematik. Işık war unter Erdoğan und Davutoğlu Industrie-, Technologie- und Wissenschaftsminister. Im Kabinett Yıldırım war Işık Verteidigungsminister, bis er im Juli 2017 von Nurettin Canikli abgelöst wurde. Işık selbst wurde stellvertretender Ministerpräsident. Diesen Posten hatte er bis Juli 2018 inne.
Er ist verheiratet und hat vier Kinder.